# Бог завжди подорожує інкогніто
«Бог завжди подорожує інкогніто» (фр. Les dieux voyagent toujours incognito, Dieu voyage toujours incognito) — книга французького письменника та психолога Лорана Гунеля, що входить до п'ятірки найпопулярніших белетристів Франції. Є всесвітнім бестселером, кілька років очолювала топ-листи продажів у Франції та була перекладена багатьма мовами.
Головний герой — Алан Грінмор — пересічний молодий чоловік. Він вирішує закінчити життя самогубством, стрибнувши з Ейфелевої вежі, коли один загадковий незнайомець рятує його від смерті. Вони укладають угоду — на знак вдячності за порятунок, Алан обіцяє виконувати різноманітні завдання, які дивовижним чином змінюють його життя. Він починає краще розуміти колег, мотиви вчинків навколишніх і щиро переймається проблемами власної компанії.

## Сюжет
Молодий чоловік Алан Грінмор вважає своє життя «чергою невдач». Після того, як його покинула кохана дівчина Одрі, Алан вирішує скоїти самогубство, стрибнувши з Ейфелевої вежі. Його рятує незнайомець, який пропонує угоду: Алан стане щасливим, але повинен виконувати завдання незнайомця. Той погоджується. Наступного ранку незнайомець розкриває своє ім'я — Ів Дюбрей, і запрошує Алана до свого маєтку. Він каже, що Алан повинен пережити низку пригод, які дадуть досвід, здатний змінити погляд на життя.
Спершу Дюбрей вчить Алана бути більш жорстким у спілкуванні, зробивши замовлення в пекарні, а потім змінивши його. Далі він керує Аланом, диктуючи завдання через прихований навушник. Алан виконує різні неприємні для нього завдання, наприклад, веде діалог так, щоб його начальники сказали певне обране зі словника слово. Проте він розуміє, що пересиливши свою невпевненість і піддатливість до чужої думки, він отримує те, чого хоче насправді. Бажання бути ідеальним в очах інших Алан позбувається, зумисне припускаючись щоденних помилок.
З часом випробування стають нестерпними для Алана, і він хоче довідатися, хто такий Дюбрей. Інспектор Птіжан дізнається, що Дюбрея насправді звуть Ігор Дубровський, він нащадок російських емігрантів, психолог, виключений з лікарської спільноти. Алан потім самотужки знаходить інформацію, що Дюбрей винен у самогубстві свого пацієнта. Далі він бачить, що Одрі теж якось пов'язана з Дюбреєм, але не може нічого вдіяти, відчуваючи обмаль влади. Алан сам ставить собі мету — очолити компанію «Дункер консалтинг», у якій він працює консультантом.
Від колеги Аліси Алан отримує докази збитковості рішень керівництва. Він поширює це викриття й агітує знайомих голосувати за себе на зборах акціонерів. Це впливає на акції «Дункер консалтинг». Алан виголошує успішну промову перед акціонерами та входить до їх складу. Президент компанії, Марк Дункер, намагається знайти інформатора, що влаштував витік даних. Він розуміє, що це Алан, але не виказує цього на зборах, щоб принизити під час виступу. Проте, Алан сам публічно зізнається, що це він поширив інформацію про збитковість задля кращого майбутнього компанії. В результаті його обирають новим президентом. Марка він призначає генеральним директором. Спершу той думає, що лишиться фактичним керівником компанії, але потім усвідомлює, що Алан лишив його з метою в разі подальшого падіння акцій скористатися його коштами.
Після раптової смерті Ігоря Дубровського Алан дізнається, що той був його біологічним батьком і розлучив його з Одрі. Отже, Алан успадковує його маєток і поновлює стосунки з Одрі. Згодом вони продають маєток і ділять гроші між слугами, а самі оселяються в своїй колишній квартирі.

## Нагороди
- 2010 — фр. Prix du roman d'entreprise 2011[2]

## Видання українською
- Лоран Гунель. Бог завжди подорожує інкогніто, «Клуб сімейного дозвілля», Серія: Світові бестселери українською, Харків, 2016, ISBN 978-617-12-1552-8